# Lijst van amfibieën in Nederland en België
Onderstaand een lijst van amfibieën in Nederland en België. In de lage landen komen zes soorten salamanders voor, waarvan één exoot en ook van de elf soorten kikkers is er één exoot.
| Amfibieën in Nederland en België | Amfibieën in Nederland en België         | Amfibieën in Nederland en België | Amfibieën in Nederland en België | Amfibieën in Nederland en België | Amfibieën in Nederland en België |
| Salamanders                      | Salamanders                              | Salamanders                      | Salamanders                      | Salamanders | Salamanders                      |
| Nederlandse naam                 | Wetenschappelijke naam                   | Familie                          | Status                           | Beschrijving | Afbeelding                       |
| -------------------------------- | ---------------------------------------- | -------------------------------- | -------------------------------- | --- | -------------------------------- |
| Kleine watersalamander           | Lissotriton vulgaris Linnaeus, 1758      | Echte salamanders                | Algemeen                         | De kleine watersalamander is de meest algemene salamander in Nederland. Deze salamander is niet kieskeurig en kan zich zelfs in tuinvijvers handhaven. |                                  |
| Vuursalamander                   | Salamandra salamandra Linnaeus, 1758     | Echte salamanders                | Ernstig bedreigd                 | De landbewonende vuursalamander komt in Nederland alleen voor in bossen in Limburg. De soort is gemakkelijk te herkennen aan het zwarte lichaam met gele vlekken. |                                  |
| Alpenwatersalamander             | Mesotriton alpestris Laurenti, 1768      | Echte salamanders                | Vrij algemeen                    | De salamander is in Europa vrij algemeen, de mannetjes zijn in de paartijd blauw van boven en hebben een oranje buik. |                                  |
| Kamsalamander                    | Triturus cristatus Laurenti, 1768        | Echte salamanders                | Bedreigd                         | Deze soort dankt de naam aan de hoge, getande kam van de mannetjes in de paartijd. Het is de grootste Nederlandse salamander. |                                  |
| Vinpootsalamander                | Lissotriton helveticus Razoumowsky, 1789 | Echte salamanders                | Kwetsbaar                        | De mannetjes ontwikkelen zwarte zwemvliezen in de paartijd, evenals een draad-achtig staart aanhangsel dat bij de vrouwtjes nauwelijks te zien is |                                  |
| Italiaanse kamsalamander         | Lissotriton carnifex Laurenti, 1768      | Echte salamanders                | Exoot                            | Deze exoot komt oorspronkelijk voor rond Italië en is in Nederland uitgezet op de oostelijke Veluwe bij Apeldoorn. |                                  |
| Kikkers                          |                                          |                                  |                                  | |                                  |
| Nederlandse naam                 | Wetenschappelijke naam                   | Familie                          | Status                           | Beschrijving | Afbeelding                       |
| Vroedmeesterpad                  | Alytes obstetricans Laurenti, 1768       | Alytidae                         | Kwetsbaar                        | De vroedmeesterpad staat in Nederland bekend als kwetsbaar. De mannetjes dragen de eieren een tijdje bij zich zodat er een kleinere kans is op predatie op de embryo's. |                                  |
| Boomkikker                       | Hyla arborea Linnaeus, 1758              | Boomkikkers                      | Bedreigd                         | De boomkikker is gemakkelijk te herkennen aan zijn egaal lichtgroene kleur en bruine streep van het oog naar de achterpoot. Het is met een lengte van 5 cm een van de kleinste Nederlandse kikkers. |                                  |
| Bruine kikker                    | Rana temporaria Linnaeus, 1758           | Echte kikkers                    | Algemeen                         | De bruine kikker is een van de algemeenste soorten in Nederland en België. De bruine kikker is te herkennen aan zijn driehoekige vlek achter het oog. De soort is moeilijk van de heikikker te onderscheiden maar wordt groter tot maximaal 11 centimeter.                                                                                          |                                  |
| Poelkikker                       | Pelophylax lessonae Camerano, 1882       | Echte kikkers                    | Kwetsbaar                        | Heeft een groene kleur met lichtere strepen, de lengte is ongeveer 7 centimeter. De kikker kan soms alleen gedetermineerd worden door naar de voetwortelknobbel te kijken. |                                  |
| Middelste groene kikker          | Pelophylax kl. esculentus Linnaeus, 1758 | Echte kikkers                    | Algemeen                         | De bastaardkikker is een kruising tussen de poelkikker en de meerkikker. Het is een grote soort die tot 12 centimeter lang kan worden. |                                  |
| Meerkikker                       | Pelophylax ridibundus Pallas, 1771       | Echte kikkers                    | Algemeen                         | De meerkikker is de grootste inheemse kikker en kan 10 tot 14 centimeter lang worden, maximaal 18 cm. De kikker heeft een lichte streep op het midden van de rug en twee donkere dorsolaterale lijsten. |                                  |
| Heikikker                        | Rana arvalis Nilsson, 1842               | Echte kikkers                    | Kwetsbaar                        | De heikikker is moeilijk te onderscheiden van de bruine kikker, maar is vaak meer kipfilet-achtig van kleur en heeft een minder geprononceerde tekening. De lengte is ongeveer 5,5 tot 6 centimeter, maximaal 7 cm. |                                  |
| Rugstreeppad                     | Epidalea calamita Laurenti, 1768         | Padden                           | Vrij algemeen                    | De rugstreeppad is te herkennen aan de lichtere dorsolaterale streep, sommige andere soorten zoals de vroedmeesterpad heeft ook een dergelijke streep. |                                  |
| Gewone pad                       | Bufo bufo Linnaeus, 1758                 | Padden                           | Algemeen                         | De gewone pad is de algemeenste amfibie in Nederland en België maar leidt een meer verborgen bestaan. De pad is bruin tot grijs van kleur en kan tot 13 centimeter lang worden, de meeste exemplaren blijven aanzienlijk kleiner. |                                  |
| Geelbuikvuurpad                  | Bombina variegata Linnaeus, 1758         | Vuurbuikpadden                   | Ernstig bedreigd                 | De geelbuikvuurpad heeft een goed gecamoufleerde, bruingrijze en wrattige bovenzijde maar gladde, geel met zwart gekleurde buikzijde en onderzijde van de poten, en is hieraan gemakkelijk te herkennen. Binnen zijn verspreidingsgebied is de soort niet bedreigd maar in Nederland komt deze pad-achtige kikker alleen voor in zuidelijk Limburg. |                                  |
| Knoflookpad                      | Pelobates fuscus Laurenti, 1768          | Knoflookpadden                   | Bedreigd                         | De knoflookpad is een pad-achtige kikker die te herkennen is aan het sterk gedrongen lichaam en de donkere vlekken op de rug. Bij bedreiging wordt een bitter smakend en naar knoflook ruikend secreet afscheiden door klieren in de huid. |                                  |
| Amerikaanse brulkikker           | Lithobates catesbeianus Shaw, 1802       | Echte kikkers                    | Geen (Exoot)                     | De brulkikker komt oorspronkelijk uit Noord-Amerika maar is in onder andere Nederland en België uitgezet. Het is met een lengte van 15 tot 20 cm de grootste soort. |                                  |